# المكتب الأوروبي لمكافحة الاحتيال
المكتب الأوروبي لمكافحة الاحتيال (المعروف باسم OLAF) (بالفرنسية: Office européen de lutte antifraude)‏ هي هيئة مفوضة من قبل الاتحاد الأوروبي لحماية المصالح المالية للاتحاد. تأسست في 28 أبريل 1999، بموجب قرار المفوضية الأوروبية 1999/352. لديه ثلاث مهام هي:
- مكافحة الاحتيال الذي يؤثر على ميزانية الاتحاد الأوروبي؛
- التحقيق في الفساد من قبل موظفي مؤسسات الاتحاد الأوروبي؛ و
- وضع تشريعات وسياسات لمكافحة الاحتيال.

ينفذ الممتب مهمته من خلال إجراء استقصاءات كاملة، وتحقيقات داخلية وخارجية. وهي تنسق أنشطة شركائها في مكافحة الغش في الدول الأعضاء. يوفر المكتب للدول الأعضاء في الاتحاد الأوروبي ما يلزم من دعم ومعرفة فنية لمساعدتها في أنشطتها لمكافحة الاحتيال. يساهم المكتب في تصميم إستراتيجية مكافحة الاحتيال في الاتحاد الأوروبي، ويتخذ المبادرات اللازمة لتعزيز التشريعات ذات الصلة.
يقوم المكتب بإجراء تحقيقات إدارية. ولا يتمتع بسلطات قضائية لإلزام سلطات إنفاذ القانون الوطنية بالعمل بناءً على توصيات المتابعة الخاص بها.

## الأساس القانوني
دخلت اللائحة رقم 883/2013،  التي تحكم عمل المكتب الأفريقي لمكافحة الغش، حيز التنفيذ في 1 أكتوبر 2013. تعتمد هذه اللائحة على الخبرة التي اكتسبتها الهيئة منذ إنشائها. هو يوفر أساسًا قانونيًا واضحًا يقنن الممارسة السابقة ويعزز فعالية أنشطة التحقيق التي يقوم بها المكتب. كما تضع اللائحة الأساس لتبادل أفضل للمعلومات بين المكتب وشركائه.

## البنية
المكتب له حالة مختلطة. فمن ناحية، هو تحت المديرية العامة للمفوضية الأوروبية، تحت مسؤولية نائب الرئيس المسؤول عن الميزانية والموارد البشرية. من ناحية أخرى، هو مستقل عن أنشطتها الاستقصائية.
يعمل لدى المكتب حوالي 420 موظفًا: الشرطة والجمارك والخبراء من الدول الأعضاء في الاتحاد الأوروبي.
تم تعيين Ville Itälä كمدير عام للمكتب من قبل المفوضية الأوروبية، بعد التشاور مع البرلمان والمجلس الأوروبي. تولى مهامه في 1 أغسطس 2018.

## التاريخ
تم إنشاء المكتب الأوروبي لمكافحة الاحتيال في عام 1999. في أعقاب الأحداث التي أدت إلى استقالة لجنة سانتر، تم استبدال سلفها (Unité de format de lutte anti-fraude) بهيئة جديدة لمكافحة الاحتيال (OLAF) ذات سلطات أقوى. وشملت هذه أيضا إجراء التحقيقات داخل مؤسسات الاتحاد الأوروبي.

## نتائج المكتب بالأرقام
بين عامي 2010 و 2018 :
- اختتام أكثر من 1900 تحقيق
- أوصى باسترداد أكثر من 6.9 مليار يورو من ميزانية الاتحاد الأوروبي
- إصدار أكثر من 2500 توصية لاتخاذ الإجراءات القضائية والمالية والتأديبية والإدارية من قبل السلطات المختصة في الدول الأعضاء والاتحاد الأوروبي

ونتيجة لعمل التحقيق الذي أجراه مكتب مكافحة الجرائم المنظمة والخطيرة، تمت إعادة المبالغ التي تم إنفاقها دون داع إلى ميزانية الاتحاد الأوروبي تدريجياً، وواجه المجرمون المقاضاة أمام المحاكم الوطنية وتم وضع ضمانات أفضل لمكافحة الاحتيال في جميع أنحاء أوروبا.

## تحقيقات ناجحة
تضمنت التحقيقات التي أجراها المكتب حالات تتعلق بموظفي الاتحاد الأوروبي، والإنفاق المباشر، والمساعدة الخارجية، والجمارك، وتهريب السجائر. سيقدم هذا القسم تحقيقين رئيسيين ناجحين.

### الإنفاق المباشر: اختلاس تمويلات الابحاث
أدى تحقيق آخر إلى وضع المكتب حداً لخطة الاحتيال المعقدة التي تم من خلالها اختلاس أكثر من 1.4 مليون يورو من أموال الاتحاد الأوروبي، المخصصة للنماذج الأولية لحوامات الطوارئ.
كشف المكتب عن نمط الاحتيال كجزء من تحقيقه في المخالفات المزعومة في مشروع البحث والابتكار الممنوح لكونسورتيوم الأوروبي. تم تكليف الكونسورتيوم بقيادة إيطاليا، مع شركاء في فرنسا ورومانيا والمملكة المتحدة، بإنشاء نموذجين أوليين للطائرات الحوامة لاستخدامهما كمركبات بحرية طارئة قادرة على الوصول إلى المناطق النائية في حالة وقوع حوادث بيئية. خلال الفحوصات الفورية التي اجريت في إيطاليا من قبل المكتب و Guardia di Finanza الإيطالية، اكتشف المكتب العديد من المكونات المفككة لأحد الحوامات، بالإضافة إلى حوامة أخرى تم الانتهاء منها بعد الموعد النهائي للمشروع. أصبح من الواضح أنه، من أجل الحصول على أموال الاتحاد الأوروبي، شهد الشركاء الإيطاليون كذبا على وجود الظروف الهيكلية والاقتصادية اللازمة لتنفيذ المشروع.
كشفت الأنشطة الاستقصائية التي نفذها المكتب في المملكة المتحدة أن الشريك البريطاني كان موجودًا على الورق فقط وأن الشركة في الواقع تم إنشاؤها ومملوكة من قبل نفس الشركاء الإيطاليين. ولمحاكاة التطور الفعلي للمشروع وتحويل الأموال، تم تسجيل تكاليف وهمية. من الناحية العملية، بمجرد الحصول على أموال الاتحاد الأوروبي، استخدم المستفيدون الإيطاليون أدوات فنية لامتصاص الأموال، وتزوير وثائق نفقات زائفة.
أظهر تحليل شامل لأكثر من 12000 معاملة مالية ومدفوعات في المشروع أن جزءًا من أموال الاتحاد الأوروبي التي تلقاها الشركاء الإيطاليون والمملكة المتحدة قد تم استخدامها لسداد رهن عقاري على قلعة تواجه الرهن. اختتم المكتب تحقيقاته في عام 2017 بتوصيتين قضائيتين - إلى مكتب المدعي العام في جنوة وشرطة مدينة لندن في المملكة المتحدة - وتوصية مالية إلى المديرية العامة للبحث والابتكار التابعة للمفوضية الأوروبية لاسترداد الأموال من المحتالين. تتابع السلطات الإيطالية بالفعل توصيات المكتب الأوروبي لمكافحة الغش والتحقيق في الأشخاص المعنيين بتهمة الاختلاس والاحتيال ضد الاتحاد الأوروبي، والمحاسبة الزائفة، والإفلاس الاحتيالي، والبيانات الاحتيالية.

### الجمارك: وضع حد للتهرب من رسوم مكافحة الإغراق على الألواح الشمسية
في عام 2017، حقق مكتب الشؤون الخارجية في قضية رئيسية تتعلق بالتهرب من رسوم مكافحة الإغراق والرسوم التعويضية المفروضة على الألواح الشمسية القادمة من جمهورية الصين الشعبية أو المرسلة منها. وزُعم أن الألواح الشمسية أعلنت خطأً عند استيرادها إلى الاتحاد الأوروبي على أنها من أصل تايواني. وفي إطار هذا التحقيق، أجرت الرابطة، بالتعاون مع ممثلي وكالات الجمارك الهولندية والفرنسية والسلطات التايوانية المختصة، تحقيقات مشتركة في تايوان. وجرت عمليات تفتيش أخرى في أنتويرب، بالتعاون مع الجمارك البلجيكية.
قام المكتب بجمع وتحليل بيانات الشحن العابر، وبيانات استيراد الاتحاد الأوروبي، بالإضافة إلى وثائق أخرى، في حين قام أيضًا بزيارات خمس شركات للمصدرين / المرسلين التايوانيين وزيارات إلى أحد عشر وكيل شحن في بلجيكا وتايوان. تم الكشف عن أن حوالي 2500 حمولة حاوية من الألواح الشمسية الصينية تم نقلها عبر تايوان إلى الاتحاد الأوروبي. اكتشف المكتب أن شحنات الألواح الشمسية المستوردة إلى الاتحاد الأوروبي ليست في الواقع من أصل تايواني، كما هو معلن. تم شحن الألواح الشمسية من منتجي الألواح الشمسية في جمهورية الصين الشعبية إلى المنطقة الحرة في تايوان، حيث تم تحميل الألواح الشمسية في حاويات أخرى وشحنها إلى الاتحاد الأوروبي مع وثائق جديدة تدعي أصل تايوان. وقد ثبت أن البضائع، في الواقع، جاءت من جمهورية الصين الشعبية، وبالتالي فإن رسوم مكافحة الإغراق والرسوم التعويضية قابلة للتطبيق. ونتيجة لذلك، أصدر المكتب الأوروبي لمكافحة الغش (OLAF) توصية مالية بمبلغ 135 مليون يورو.

## محاربة تهريب السجائر
مكتب مكافحة الغش ليس مؤهلاً فقط للتحقيق في الأمور المتعلقة بالاحتيال والفساد والجرائم الأخرى التي تؤثر على جميع نفقات الاتحاد الأوروبي، ولكن أيضًا فيما يتعلق ببعض مجالات إيرادات الاتحاد الأوروبي، وخاصة الرسوم الجمركية. يتسبب تهريب التبغ بخسائر فادحة في الميزانية الوطنية وفي ميزانية الاتحاد الأوروبي، ومن ثم فإن مكتب التحقيقات الفدرالي يقوم بالتحقيق في القضايا الجنائية المتعلقة بتهريب السجائر على نطاق دولي وتنسيقها.
بالإضافة إلى عملها الاستقصائي، تدعم هيئة مكافحة الاحتيال أيضًا مؤسسات الاتحاد الأوروبي والدول الأعضاء في صياغة سياسة مكافحة تهريب التبغ. بعد التقاضي أمام المحاكم الأمريكية، ولمعالجة مشكلة السجائر المهربة والمقلدة، وقعت الدول الأعضاء في الاتحاد الأوروبي والمفوضية الأوروبية (بين 2004-2010) اتفاقيات ملزمة قانونًا وقابلة للتطبيق  مع أكبر أربع شركات تصنيع للتبغ في العالم. ووافقت الشركات على دفع ما مجموعه 2.15 مليار دولار إلى الاتحاد الأوروبي والدول الأعضاء. من خلال الاتفاقيات، التزم المصنعون أيضًا بقواعد شاملة تتعلق بممارسات البيع والتوزيع لتعزيز الامتثال لقواعد الاتحاد الأوروبي والقواعد الوطنية وكذلك لضمان بيع السجائر الأصلية الخاصة بهم وتوزيعها وتخزينها وشحنها وفقًا لجميع المتطلبات القانونية.
يوفر مكتب مكافحة الاحتيال الأوروبي قيمة مضافة كبيرة لعمليات مثل هذه، حيث تعمل الشبكات المهربة عبر الحدود ولا يمكن مواجهتها إلا بجهود منسقة على نطاق الاتحاد الأوروبي.

## التحديات
في حين أن المكتب الأوروبي لمكافحة الاحتيال هي منظمة ناجحة إلى حد كبير، إلا أنها لا تخلو من الأخطاء والتحديات. والأكثر أهمية هو مدى اعتمادها على تعاون الدول الأعضاء الأوروبية. المنظمة ليست هيئة عقوبات، ليس لديها أي سلطات للمحاكمة أو الانضباط، هي فقط تقدم التوصيات. الأمر متروك للهيئات القضائية ذات الصلة ومؤسسات الاتحاد الأوروبي لمتابعة التوصيات واتخاذ الإجراءات اللازمة أم لا. تتنوع الاستجابات لتوصيات المكتب الأوروبي لمكافحة الغش والاحتيال بين الدول ومؤسسات الاتحاد الأوروبي والهيئات القضائية الأصغر. على سبيل المثال، رفضت معظم السلطات المجرية التوقيع على اتفاقيات تعاون مع المكتب الأوروبي لمكافحة الغش ونادرًا ما تتبع التوصيات على الرغم من وجود مستويات عالية من الفساد داخل البلاد. وقد اقترح أن المجر ترفض التعاون لأن الفساد في مصلحة السلطات، ويفتقر المكتب الأوروبي لمكافحة التمييز إلى التأثير اللازم لفرض التعاون. يوروبول و EUROJUST منظمتان يكافح المكتب للعمل معهما، لأن المكتب يشعر أنهما يتعديان على اختصاصه وليس لهما مكان في التحقيقات في الاحتيال. لا يوجد قانون قانوني واحد لحماية الميزانية الأوروبية - لكل دولة عضو أنظمتها القانونية الخاصة بها، مع إنفاذ القانون وطرق جمع الأدلة الخاصة بها وهذا يمكن أن يقلل من كفاءة مكتب مكافحة الاحتيال . كما يعوق كفاءته الاعتماد على تعاون الدولة / الوكالة، والحواجز والمضاعفات الثقافية والقانونية واللغوية الناشئة عن التحقيقات عبر الحدود.